# Oz Noy
Oz Noy (hébreu : עוז נוי ; né en 1972) est un guitariste et compositeur israélo-américain dont l’œuvre mêle jazz-rock fusion, blues et funk. Installé à New York depuis les années 1990, il publie plus de dix albums en tant que leader sur les labels Magna Carta Records, Abstract Logix et Criss Cross Jazz. Outre son travail en solo, il se produit et enregistre largement comme musicien de session. Il est élu « Meilleur nouveau talent » en 2009 et « Meilleur guitariste Out There » en 2013 lors des sondages annuels du magazine Guitar Player.

## Origine et début de carrière
Originaire de Rishon LeZion, en Israël, Oz Noy se produit dès son plus jeune âge à Tel Aviv, et, au début de la vingtaine, il travaille déjà régulièrement comme musicien de studio. Il fait également partie du groupe résident de l’émission de variétés Rashut Habidur, animée par Dudu Topaz.
En 1996, il s’installe à New York, où il attire rapidement l’attention de musiciens de jazz reconnus, notamment Will Lee et Anton Fig, membres de la section rythmique du groupe de l’émission Late Show de CBS. Il se forge une réputation grâce à son jeu de guitare progressif et iconoclaste. Il devient une figure incontournable de la scène instrumentale new-yorkaise, assurant notamment une résidence hebdomadaire au The Bitter End dans le quartier de Greenwich Village, et se produit fréquemment dans les circuits jazz-fusion du centre-ville,.

## Depuis 2003
C’est au The Bitter End que Noy enregistre son premier album, Oz Live, en 2003. L’opus constitue trois formations de trio alternant les bassistes Will Lee, James Genus et Reggie Washington, ainsi que les batteurs Anton Fig et Keith Carlock. Le disque rencontre un accueil critique enthousiaste et cède la place à son premier album studio, Ha! (2005), qui convie en invité le guitariste Mike Stern. Pour promouvoir cette sortie, il assure la tête d’affiche à l’Iridium Jazz Club, salle qu’il fréquente régulièrement depuis lors.
Il publie ensuite deux albums sur le label Magna Carta Records : Fuzzy (2007) et Schizophrenic (2009), puis rejoint Abstract Logix en 2011 avec Twisted Blues Vol. 1,.
Après plusieurs parutions, son onzième album, Triple Play (2023), est enregistré en public au Stages Music Arts dans le Maryland, auprès de Jimmy Haslip et Dennis Chambers. En 2024, il fait ses débuts sur le label Criss Cross Jazz avec Fun One, un album mêlant standards de jazz et compositions originales arrangées pour quartet acoustique.
Comme guitariste de studio et en tournée, Noy accompagne ou enregistre avec Gavin DeGraw, Clay Aiken, Roger Glover, Idina Menzel, Cyndi Lauper, Harry Belafonte, Toni Braxton, Al Kooper et Eric Revis. Le New York Times décrit sa « guitare électrique barbelée » sur l’album de Revis Tales of the Stuttering Mime (2004) comme évoquant la rudesse du jeu de Link Wray,,.

## Réception
Les critiques remarquent une certaine originalité sur le travail de Noy : John Kelman d’All About Jazz qualifie son jazz fusion de « groove viscéral, mélodie inventive et énergie effervescente »,.
Guitar Player qualifie Ha! d’« un des disques instrumentaux de guitare les plus plaisants de ces dernières années », le rapprochant de Jeff Beck et de son Blow by Blow. Bill Meredith de JazzTimes loue Fuzzy pour ses arrangements de reprises particulièrement inventifs, tandis qu’All About Jazz présente Schizophrenic comme « une démarche clairement axée jazz », alliant groove et complexité harmonique.Guitar Player encense par ailleurs Twisted Blues Vol. 1 pour ses « tubes funky et propices au jam »; JazzTimes, plus critique, juge parfois Schizophrenic « totalement prévisible ».
Bill Milkowski, pour DownBeat, souligne l’éclectisme de Asian Twistz, tandis que Relix note la « fluidité et la complicité » du trio sur Triple Play, ainsi que la « touche signature » de Noy en toute circonstance. Cadence met en avant la profondeur compositionnelle de ce même album.
En 2024, Jazz Journal qualifie Noy de « guitariste sans concession » et souligne un ton plus introspectif sur Fun One. Le Boston Globe décrit son jeu comme un « jazz qui décoiffe », saluant sa capacité à naviguer entre styles et ambiances.

## Discographie sélective

### En tant que leader
- Oz Live ! (Magna Carta, 2003 ; réédition 2006)
- Ha ! (Magna Carta, 2005)
- Fuzzy (Magna Carta, 2007)
- Schizophrenic (Magna Carta, 2009)
- Twisted Blues – Vol. 1 (Abstract Logix, 2011)
- Asian Twistz (Abstract Logix, 2015)
- Who Gives a Funk (Abstract Logix, 2016)
- Booga Looga Loo (Abstract Logix, 2019)
- Snapdragon (Abstract Logix, 2020)
- Triple Play (Abstract Logix, 2023)
- Fun One (Criss Cross Jazz, 2024)

### En tant que musicien de session
- Richard Bona : Reverence (Columbia, 2001)[26]
- Gavin DeGraw : Chariot Stripped (J Records, 2003) ; Chariot 20 (Sony Music, 2024)
- Anton Fig : Figments (Planula, 2007)
- Clay Aiken : On My Way Here (RCA, 2008)
- Roger Glover : If Life Was Easy (Eagle Records, 2011)
- Tommy Bolin & Friends : Great Gypsy Soul (Cleopatra, 2012)
- Betty Buckley : Story Songs (Palmetto +, 2017)
- Idina Menzel : idina : live (Arts Music, 2018)